# أبو شلاخ البرمائي
أبو شلاخ البرمائي هي رواية لغازي القصيبي، أصدرتها المؤسسة العربية للدراسات والنشر عام 2002. تمزج الرواية بين الخيال والواقع مع مزيج من السخرية السوداء. يدور محورها حول شخص عربي صميم يتلو الأكاذيب، وفيها إسقاطات على الواقع العربي. الرواية شبيهة بسابقتها العصفورية من حيث الأسلوب الحواري واختراق الأزمنة والأمكنة الذي ظهر جليا في كلتا الروايتين.

## محتوى
الرواية عبارة عن حوار طويل بين شخصية أبو شلاخ والصحفي توفيق، الذي يحاور أبو شلاخ طوال الرواية ويسأله عن جوانب حياته كلها. ولعل من الاسم يتبين لنا أن «أبو شلاخ» شخص كثير الكذب و«الشلخ». حيث يقول بطل الرواية: 

## أعمال تلفزيونية
نقلت الرواية إلى الشاشة كمسلسل تلفزيوني على التلفزيون السعودي، وأدى بطولته الممثل السعودي فايز المالكي. كما اختار برنامج المحترف للفنون المسرحية رواية غازي القصيبي لتكون أولى مسرحيات «المحترف» لسنة 2011.

## وصلات خارجية
- آراء قراء أبو شلاخ البرمائي في GoodReads